# Juan Sebastián Gómez
Juan Sebastián Gómez (* 5. März 1992 in Bogotá) ist ein kolumbianischer Tennisspieler.

## Karriere
Gómez spielt hauptsächlich auf der ITF Future Tour und der ATP Challenger Tour. Bislang gewann er fünf Doppeltitel auf der Future-Tour.
Gómez gewann 2010 die Olympischen Jugend-Sommerspiele im Tenniseinzel gegen Yuki Bhambri, der bei Stand vom 6:7 (4:7), 7:6 (7:4), 4:1 aufgab.
2011 gelang ihm der erste Doppel-Turniersieg auf der Challenger Tour in Quito. Vier Jahre später erreichte er im Doppel erneut ein Finale in Pereira.
2015 kam er in Bogotá bei den Claro Open Colombia durch eine Wildcard zu seinem Debüt auf der ATP World Tour. Mit seinem Partner Eduardo Struvay besiegte er in der Auftaktrunde Andrés Molteni und Hans Podlipnik-Castillo in zwei Sätzen, ehe die Paarung im Viertelfinale an den an drei gesetzten Mate Pavić und Michael Venus mit 6:2, 3:6, [5:10] scheiterte.

## Erfolge
| Legende (Anzahl der Siege)  |
| Grand Slam                  |
| ATP World Tour Finals       |
| ATP World Tour Masters 1000 |
| ATP World Tour 500          |
| ATP World Tour 250          |
| ATP Challenger Tour (2)     |

### Doppel

#### Turniersiege
| Nr. | Datum            | Turnier  | Belag | Partner      | Finalgegner                       | Ergebnis         |
| --- | ---------------- | -------- | ----- | ------------ | --------------------------------- | ---------------- |
| 1.  | 23. Oktober 2011 | Quito    | Sand  | Maciek Sykut | Andre Begemann Izak van der Merwe | 3:6, 7:5, [10:8] |
| 2.  | 1. Juli 2023     | Medellín | Sand  | Andrés Urrea | Orlando Luz Oleh Prychodko        | 6:3, 7:610       |